# Koło Miasto
Koło Miasto – zlikwidowana wąskotorowa stacja kolejowa w Kole, powiecie kolskim, w woj. wielkopolskim, w Polsce. Stacja znajdowała się na północ od ulicy Wąskiej.